# Enpal
Enpal ist ein deutsches Unternehmen mit Sitz in Berlin, das vorrangig Photovoltaik-Anlagen und Wärmepumpen an Endkunden verkauft.

## Geschichte
Enpal wurde 2017 unter dem Namen Evergreen gegründet und erhielt in den Anfangsjahren Investitionen u. a. von dem von Leonardo DiCaprio unterstützten Klimatechnologie-Fonds Princeville, dem Cleantech-Investor Lukasz Gadowski und den damaligen Zalando-Vorständen.
Seit Anfang 2021 unterhält Enpal ein eigenes Schulungszentrum für Handwerker im Bereich der Photovoltaik und seit 2024 im Bereich der Wärmepumpe.
Seit 2023 unterstützt Enpal auch unabhängige Solarbetriebe bei Wareneinkauf und Logistik, Netzanmeldung, Dachplanung und Finanzierungslösungen.
Laut Statista war Enpal 2022 in Deutschland Marktführer im Endkundengeschäft mit Photovoltaik-Aufdachanlagen. 2023 wurde Enpal zum Marktführer für Solaranlagen in Europa, gefolgt von E.ON und EKD.

## Unternehmen

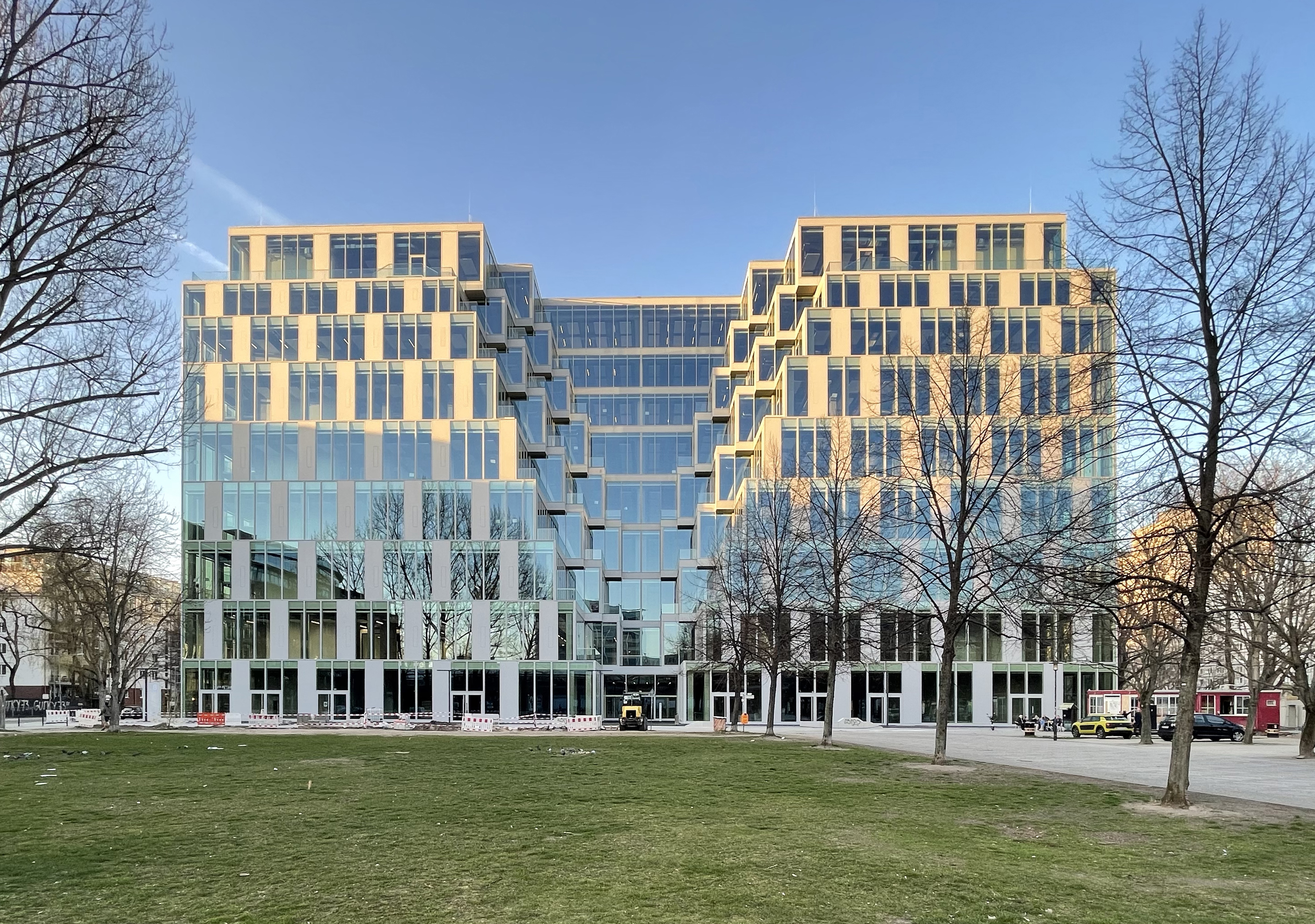
Sitz von Enpal in Berlin

Von den drei Enpal-Gründern Mario Kohle, Jochen Ziervogel und Viktor Wingert ist Mario Kohle bis heute als Geschäftsführer tätig. Obwohl Enpal seinen Sitz in Berlin hat und seine Geschäftstätigkeit schwerpunktmäßig auf den deutschen Markt ausgerichtet ist, hat das Unternehmen die niederländische Rechtsform einer B.V.

### Kennzahlen
Im Jahr 2020 erreichte Enpal 56 Millionen Euro Umsatz und beschäftigte zum Jahresende 324 Mitarbeiter. Im Folgejahr stieg der Umsatz auf 115 Millionen Euro mit ca. 1000 Mitarbeitern. Erstmals schwarze Zahlen schrieb das Unternehmen im Jahr 2022, in dem der Umsatz auf fast 415 Millionen Euro anstieg. 2023 konnte das Unternehmen seinen Umsatz auf 905 Millionen Euro steigern.
Bis Dezember 2023 hat Enpal insgesamt 60.000 Solaranlagen auf dem Gebiet der Bundesrepublik installiert.

### Produkt
Enpal installiert Photovoltaik-Anlagen, Batteriespeicher, Wallboxen, Smart Meter und Wärmepumpen und bietet mit Enpal.One ein selbst entwickeltes intelligentes Energiemanagementsystem, das durch die Verknüpfung mit der Strombörse sehr günstige Stromtarife ermöglicht. Enpal vernetzt die Anlagen zu einem Virtuellen Kraftwerk.
Enpal bietet Kauf, Finanzierung und Miete der Anlagen an.

## Auszeichnungen
- Deutscher Innovationspreis (2023)[28]
- Deutscher Nachhaltigkeitspreis (2022)[29]
- KfW Award - Publikumssieg (2022)[30]

## Kritik
Medienberichten zufolge gibt es Kritik seitens Kunden und Netzbetreibern. Enpal scheine primär auf schnelles Wachstum fixiert zu sein, was teilweise auch zulasten von Kunden, Beschäftigten und anderen Unternehmen im Strommarkt geschehe. Berichtet wird über aggressive Vertriebsmethoden sowie Klagen von Netzbetreibern über falsch übermittelte Zählerstände.